# Blava
Die Blava ist ein 47,5 km langer Fluss in der Westslowakei und ein Nebenfluss des Dudváh.

## Name
Der Flussname wurde zum ersten Mal 1113 als aqua Blavva schriftlich erwähnt.
Heute ist der Name Blava offiziell nicht standardisiert, stattdessen verwendet man die Bezeichnungen Horná Blava (von der Quelle bis zur Mündung in den Horný Dudváh) und Dolná Blava (für den Arm, der in den Dolný Dudváh mündet).

## Horná Blava
Der Fluss entspringt in einer Karstquelle in den Kleinen Karpaten nordwestlich von Dobrá Voda und fließt generell Richtung Süd-Südosten durch Dechtice, wo er das Hügelland Trnavská pahorkatina erreicht, Kátlovce, Radošovce, Jaslovské Bohunice, Malženice und Bučany. Dort zweigt rechtsseitig der Arm Dolná Blava ab und mündet kurz danach in den Horný Dudváh.
Der größte Zufluss ist der rechtsseitige Dubovský potok.

## Dolná Blava
Die Dolná Blava fließt nach der Abzweigung nach Süden, am östlichen Rand der Orte Brestovany, Dolné Lovčice und Zavar vorbei, bevor sie den Dolný Dudváh bei Križovany nad Dudváhom trifft. Der einzige größere Zufluss ist der Krupský potok bei Dolné Lovčice.